# 北京理工大学附属中学南校区
北京理工大学附属中学（南校区）是位于北京市海淀区定慧西里17号的一所公办学校。该校原为北京市六一中学。其前身是诞生于1950年的公安部子弟学校。2016年1月并入北京理工大学附属中学，成为理工附中南校区。